# Hoc opus, hic labor

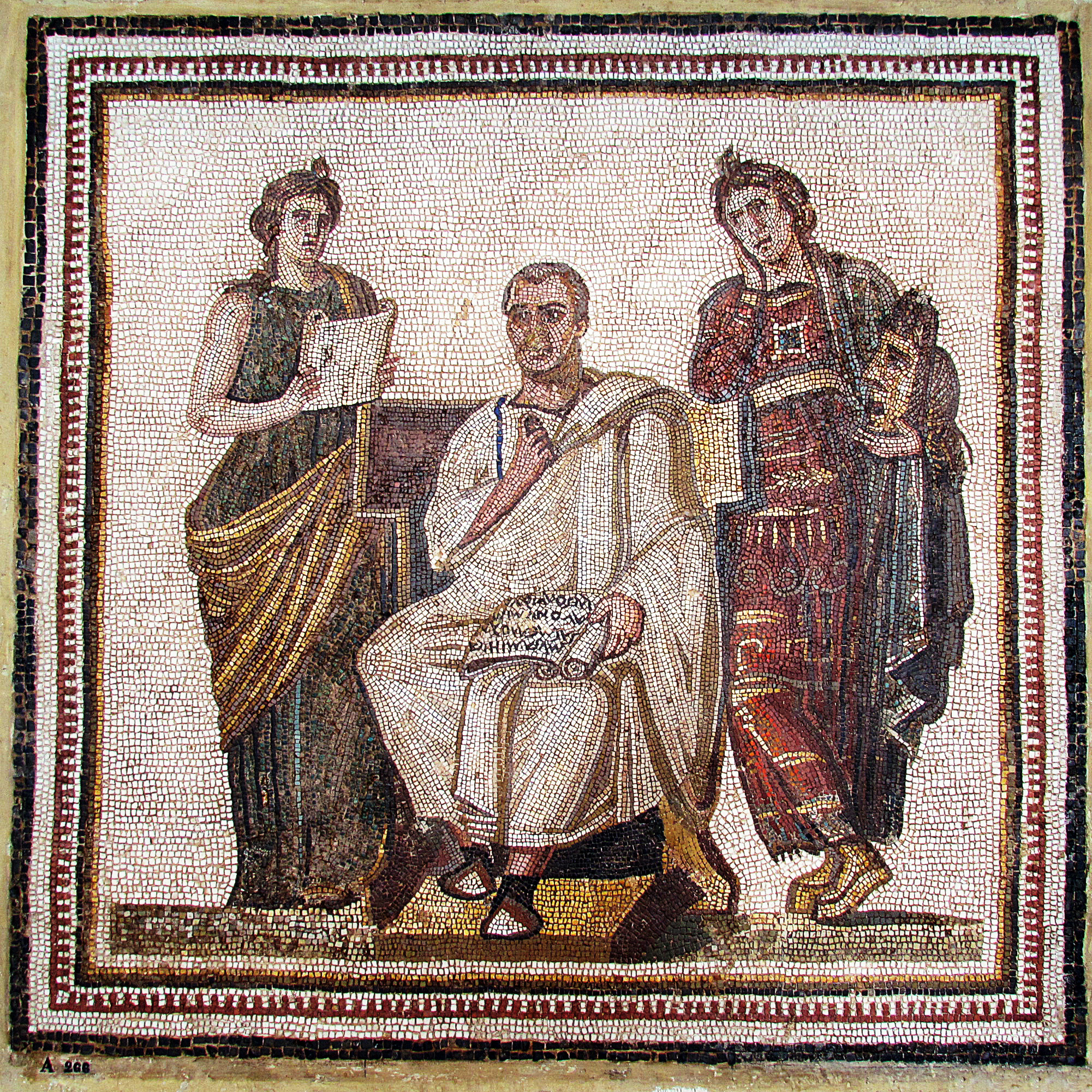
Virgilio con lEneide tra Clio e Melpomene (Museo nazionale del Bardo, Tunisi)

La locuzione latina Hoc opus, hic labor, tradotta letteralmente, significa ecco la difficoltà, ecco ciò che v'ha di faticoso. (Virgilio, Eneide, VI, 129)
La Sibilla Cumana ricorda ad Enea le difficoltà di ritornare dall'Averno; la frase va messa in relazione con facilis descensus Averno.

Si usa per indicare dove sta il nocciolo della difficoltà: adesso viene il difficile, il momento di impegnarsi ("fin qui abbiamo solo scherzato!").
È il motto dell'Accademia Olimpica di Vicenza del 1555.